# Флэш (телесериал, 1990)
Флэш (англ. The Flash) — американский приключенческо-супергеройский телесериал об одноимённом персонаже, транслировавшийся с 1990 по 1991 год на канале CBS.

## Сюжет
Барри Аллен всегда мечтал выйти на оперативную работу, но из-за семьи, отца в частности, он просиживает штаны в лаборатории, работая с пробирками. Барри знает своё дело, но это ему не по душе. Но однажды ему повезло. Молния, попавшая в лабораторию, где работал Барри, полностью изменила его жизнь, ускорив его метаболизм в тысячи раз. После этого инцидента он стал способен передвигаться с невероятной скоростью, быстро выполнять работу. Раны на его теле стали заживать за минуты… а вся зарплата уходит на шоколадки, пиццу и другие калорийные и вредные для здоровья продукты, которые теперь ему приходится поглощать в огромных количествах.
После нападения банды на свою семью, Барри решает действовать. С помощью своего нового друга и личного врача Тины, он создает спецкостюм с эмблемой молнии на груди и начинает вендетту…

## Список эпизодов
| № | Название                                                  | Дата премьеры     |
| --- | --------------------------------------------------------- | ----------------- |
| 1 | «Пилот» «Pilot»                                           | сентябрь 20, 1990 |
| После несчастного случая, связанного с ударом молнии, сотрудник полицейской криминалистической лаборатории Барри Аллен приобретает способность двигаться со сверхскоростью. Обнаружив в себе этот дар, Барри клянётся использовать его для того, чтобы привести к ответу убийцу своего брата. Доктор Кристина "Тина" Макги, работающая в организации S.T.A.R. Labs, помогает Барри научиться контролировать его сверхспособности. Так он становится Флэшем. |                                                           |                   |
| 2 | «Бесконтрольный» «Out of Control»                         | сентябрь 27, 1990 |
| Бывший коллега Тины оказывается главным подозреваемым в деле о загадочных исчезновениях с мест преступлений тел убитых бездомных. Выясняется, что тела были нужны ему для исследований в области генной инженерии. |                                                           |                   |
| 3 | «Насмотревшись детективов» «Watching the Detectives»      | октябрь 18, 1990  |
| Коррумпированный окружной прокурор выясняет настоящее имя Флэша и использует эту информацию для того, чтобы шантажом принудит его к пособничеству. |                                                           |                   |
| 4 | «Честь среди воров» «Honor Among Thieves»                 | октябрь 25, 1990  |
| Охрана дорогостоящей выставки отнимает у полиции очень много ресурсов, чем пользуется преступный гений для организации нескольких ограблений. |                                                           |                   |
| 5 | «Двойное видение» «Double Vision»                         | ноябрь 1, 1990    |
| Безумный учёный внедряет в мозг Флэша имплантат, с помощью которого получает возможность контролировать его сверхспособности. Целью учёного является помешать одному свидетелю дать показания против наркобарона. |                                                           |                   |
| 6 | «Грехи отца» «Sins of the Father»                         | ноябрь 8, 1990    |
| Генри Аллен, бывший полицейский, отвергает современные полицейские методики, которые применяет его сын Барри. Но его отношение меняется после того как Барри ловит сбежавшего жулика, преследующего Генри. |                                                           |                   |
| 7 | «Пустяковое дело» «Child's Play»                          | ноябрь 15, 1990   |
| 8 | «Пелена смерти» «Shroud of Death»                         | ноябрь 29, 1990   |
| Барри собирает вместе кусочки металла, найденные на месте преступления, и обнаруживает, что они образуют медальон неофашистской группировки, чьей следующей жертвой должен стать лейтенант Гарфилд. |                                                           |                   |
| 9 | «Призрак в машине» «Ghost in the Machine»                 | декабрь 13, 1990  |
| 10 | «Увидеть невидимое» «Sight Unseen»                        | январь 10, 1991   |
| Преступник, разработавший устройство, делающее его невидимым, начинает смертельную вендетту, подвергающую опасности сотрудников S.T.A.R. Labs и жителей всего города. |                                                           |                   |
| 11 | «Удар часов» «Beat the Clock»                             | январь 31, 1991   |
| 12 | «Трюкач» «The Trickster»                                  | февраль 7, 1991   |
| Меган Локхарт задерживает убийцу-шизофреника по имени Джеймс Монтгомери Джесси. Однако вскоре он сбегает от полиции и начинает одержимо преследовать Меган, желая сделать её своей помощницей. Вдохновившись примером Флэша, он надевает разноцветный костюм и называет себя Трюкачом. |                                                           |                   |
| 13 | «Тина, это ты?» «Tina, Is That You?»                      | февраль 14, 1991  |
| 14 | «Будь моей малышкой» «Be My Baby»                         | февраль 21, 1991  |
| Флэш помогает женщине защитить её дитя от мужа, которому нужен лишь генетический потенциал ребёнка. |                                                           |                   |
| 15 | «Быстрая перемотка» «Fast Forward»                        | февраль 27, 1991  |
| Во время преследования убийцы своего брата Флэш перемещается на 10 лет в будущее. В этом времени мэром Централ-сити является Николас Пайк, а любые упоминания Флэша оказываются вне закона. |                                                           |                   |
| 16 | «Смертоносная ночная тень» «Deadly Nightshade»            | март 30, 1991     |
| 17 | «Капитан Холод» «Captain Cold»                            | апрель 6, 1991    |
| В самый жаркий день в году четверых гангстеров обнаруживают замороженными до смерти. Они стали жертвой наёмного убийцы по кличке Капитан Холод, чьей следующей целью может оказаться Флэш. |                                                           |                   |
| 18 | «Мчится близнец» «Twin Streaks»                           | апрель 13, 1991   |
| С помощью крови Флэша создаётся клон Барри Аллена, который решает взять себе его личность. Будучи одетым в синюю версию костюма Флэша, клон получает имя Поллукс в честь персонажа древнегреческой мифологии. |                                                           |                   |
| 19 | «Создатель отражений» «Done with Mirrors»                 | апрель 27, 1991   |
| 20 | «Спокойной ночи, Централ Сити» «Good Night, Central City» | май 4, 1991       |
| 21 | «Альфа» «Alpha»                                           | май 11, 1991      |
| 22 | «Суд Трюкача» «The Trial of the Trickster»                | май 18, 1991      |
| Джеймс Джесси оказывается в суде за преступления, которые он совершал будучи Трюкачом. С помощью своей помощницы он сбегает прямо из зала суда и использует гипнотизирующее устройство для того, чтобы заставить Флэша принять его сторону. Вместе они устраивают свой собственный суд над некоторыми жителями города. |                                                           |                   |

### Специальные издания
Несколько серий были смонтированы в фильмы и выпущены на VHS.
| Год  | Русское Название2             | Оригинальное Название2                 | Эпизоды                                          |
| ---- | ----------------------------- | -------------------------------------- | ------------------------------------------------ |
| 1990 | Флэш                          | The Flash                              | Двухчасовой пилотный эпизод                      |
| 1991 | Флэш II: Месть ловкача        | The Flash II: Revenge of the Trickster | «The Trickster» и «The Trial of the Trickster»   |
| 1991 | Флэш III: Смертоносный паслен | The Flash III: Deadly Nightshade       | «Ghost in the Machine» и «The Deadly Nightshade» |

## Саундтрек
В 2010 году было выпущено ограниченное издание двухдискового саундтрека под лейблом La-La Land Records. Саундтрек включает в себя заглавную тему сериала, созданную Дэнни Эльфманом и композиции Ширли Уокер.

## Расширенная вселенная
В декабре 2018 года в кроссовере «Иные миры» было подтверждено, что события сериала происходят в рамках мультивселенной DC (Земля-90).
Джон Уэсли Шип исполнил роль Джея Гаррика. Через год Шип повторил роль в кроссовере «Кризис на Бесконечных Землях».

### Сюжет
Барри (через силу скорости) посылал сообщения с Земля-90 на Землю-1, чтобы предупредить супергероев о мониторе. Он перемещается к ним и знакомится. Все вместе они сражаются с монитором, но тот отправляет Флэша в неизвестное место на беговую дорожку. Это приближает Кризис на бесконечных Землях на 5 лет, в результате чего он начинается в 2019 году, то есть через год. Когда Барри Аллен (Флэш с Земли-1) приходит время жертвовать собой, Джей (Флэш с Земли-90) поглощает его скорость и погибает вместо него, это на время останавливает волну антиматерии